# Olaf Holtedahl
Olaf Holtedahl (Oslo, 24 de junho de 1885 — 26 de agosto de 1975) foi um geólogo e paleontólogo norueguês.
Foi  professor de geologia na Universidade de Oslo, de 1920 a 1955.
Em 1927-1928, conduziu pesquisa geológicas nas Ilhas Shetland do Sul e no Arquipélago Palmer, na Antártida. Uma baía, "Baía Holtedahl", foi nomeada em sua homenagem.
Foi laureado com a Medalha Wollaston pela Sociedade Geológica de Londres em 1951 e eleito membro da Royal Society em 1961.

## Obras
- "On the geology and physiography of some Antarctic and sub-Antarctic islands. Sci. Res. Norwegian Antarctic Exped. 1927-1928 and 1928-1929.", 1929.
- "Hvordan landet vårt ble til; en oversikt over Norges geologi", 1951.
- "Norges geologi", 1953.
- "Geology of Norway", 1960.